# Liquiritina
La liquiritina è il 4'-O-glucoside del flavanone liquiritigenina, presente nella liquirizia.